# USS Forrest Sherman (DD-931)
USS Forrest Sherman (DD-931) là một tàu khu trục, là chiếc dẫn đầu của lớp tàu mang tên nó, từng hoạt động cùng Hải quân Hoa Kỳ trong giai đoạn Chiến tranh Lạnh. Nó là chiếc tàu chiến đầu tiên của Hải quân Hoa Kỳ được đặt cái tên này, được đặt theo tên Đô đốc Forrest Percival Sherman (1896–1951), người từng là Phó tham mưu trưởng Hạm đội Thái Bình Dương trong Chiến tranh Thế giới thứ hai, sau này đảm nhiệm Tư lệnh Tác chiến Hải quân Hoa Kỳ và từng được tặng thưởng Huân chương Chữ thập Hải quân. Nó đã dành toàn bộ quãng đời hoạt động để phục vụ tại khu vực Đại Tây Dương và Địa Trung Hải, cho đến khi xuất biên chế vào năm 1982. Sau khi các nỗ lực gây quỹ nhằm bảo tồn con tàu bị thất bại, Forrest Sherman cuối cùng bị bán để tháo dỡ vào năm 2014.

## Thiết kế và chế tạo
Khi đưa vào hoạt động, lớp Forrest Sherman là những tàu khu trục Hoa Kỳ lớn nhất từng được chế tạo, dài 418 foot (127 m) và trọng lượng choán nước tiêu chuẩn 2.800 tấn (2.800 tấn Anh). Nguyên được thiết kế theo dự án SCB 85, chúng được trang bị ba pháo 5 inch (127 mm)/54 caliber trên ba tháp pháo đơn (một phía mũi, hai phía đuôi tàu), bốn pháo phòng không 3 inch (76 mm)/50 caliber trên hai tháp pháo đôi, cùng súng cối Hedgehog và ngư lôi chống ngầm.
Forrest Sherman được đặt lườn tại xưởng tàu của hãng Bath Iron Works Corporation ở Bath, Maine vào ngày 27 tháng 10, 1953.
Nó được hạ thủy vào ngày 5 tháng 2, 1955, được đỡ đầu bởi bà Dolores B. Sherman, vợ góa của đô đốc Sherman, và nhập biên chế cùng Hải quân Hoa Kỳ vào ngày 9 tháng 11, 1955 dưới quyền chỉ huy của Hạm trưởng, Trung tá Hải quân Russell Sydnor Crenshaw, Jr.

## Lịch sử hoạt động
Sau khi tiếp tục được hoàn thiện và chạy thử máy huấn luyện trong khoảng một năm, Forrest Sherman đi đến cảng nhà mới tại Newport, Rhode Island vào ngày 15 tháng 1, 1957. Nó lên đường đi Washington, D.C. hai ngày sau đó và mở ra cho công chúng tham quan nhân dịp lễ nhậm chức nhiệm kỳ thứ hai của Tổng thống Dwight D. Eisenhower. Từ Newport nó lên đường để huấn luyện và tập trận dọc theo vùng bờ Đông và vùng biển Caribe cho đến mùa Hè năm đó, khi nó thực hiện chuyến đi thực tập mùa Hè dành cho học viên sĩ quan đến khu vực Nam Mỹ, rồi tham gia cuộc Duyệt binh Hạm đội Quốc tế tại Hampton Roads vào ngày 12 tháng 6.

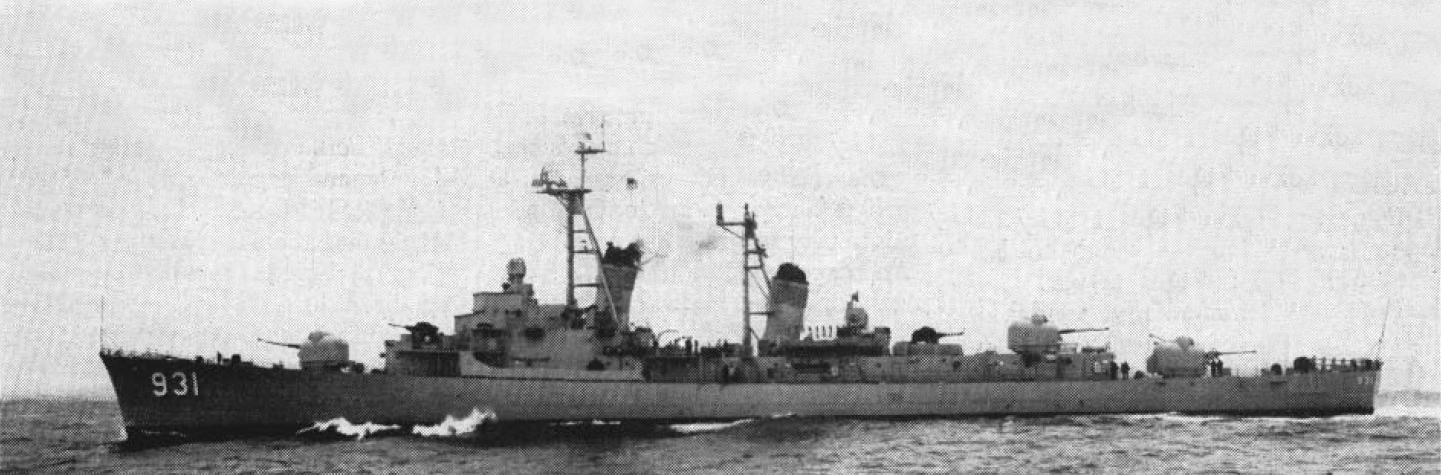
Forrest Sherman không lâu sau khi nhập biên chế vào năm 1955.

Khởi hành vào ngày 3 tháng 9, Forrest Sherman tham gia cuộc Tập trận Strikeback trong khuôn khổ Khối NATO, hộ tống bảo vệ cho một đội đặc nhiệm tàu sân bay hoạt động ngoài khơi Na Uy. Con tàu đã viếng thăm Plymouth, Anh và Copenhagen, Đan Mạch trước khi quay trở về vịnh Narragansett vào ngày 22 tháng 10. Nó tham gia đợt thực hành đổ bộ ngoài khơi Puerto Rico vào tháng 7, 1958 trước khi được phái sang phục vụ tại khu vực Địa Trung Hải, đi đến Gibraltar vào ngày 10 tháng 8. Nó đã tuần tra tại khu vực Đông Địa Trung Hải trước khi tham gia hoạt động cùng Đệ Thất hạm đội tại khu vực Tây Thái Bình Dương. Con tàu hoạt động tuần tra tại khu vực eo biển Đài Loan trong bối cảnh cuộc Khủng hoảng eo biển Đài Loan lần 2, khi phía Cộng sản nả pháo xuống các đảo Kim Môn và Mã Tổ còn do phía Quốc dân Đảng chiếm giữ. Khi hoàn thành nhiệm vụ nó tiếp tục hoàn tất một vòng quanh trái đất khi về đến Newport vào ngày 11 tháng 11.
Vào mùa Hè năm 1959, Forrest Sherman tham gia Lực lượng Đặc nhiệm 47 trong Chiến dịch Inland Seas, khi đi dọc theo sông Saint Lawrence tham dự lễ khánh thành tuyến đường thủy St. Lawrence nối liền Đại Tây Dương với Ngũ Đại Hồ vào ngày 26 tháng 6, nghi lễ do Tổng thống Dwight D. Eisenhower và Nữ hoàng Elizabeth II của Anh đồng chủ trì; các tàu chiến sau đó tiếp tục viếng thăm các cảng tại vùng Ngũ Đại Hồ, đón trên 110.000 lượt khách tham quan. Khi quay trở về Newport, nó hoạt động thực hành dọc vùng bờ Đông cùng Hạm đội Đại Tây Dương và được sửa chữa nhỏ tại Xưởng hải quân Boston.
Lên đường vào ngày 21 tháng 3, 1960 cho một lượt phục vụ kéo dài bảy tháng tại khu vực Địa Trung Hải, Forrest Sherman hoạt động cùng Đệ Lục hạm đội cho đến khi quay trở về cảng nhà vào tháng 10. Trên đường đi, nó đã đổi hướng đi đến hỗ trợ cho chiếc tàu chở hàng mang cờ Liberia Allen Christensen, khi một thủy thủ bị thương nặng. Chiếc tàu khu trục đón nạn nhân bằng xuồng máy ngay trong đêm rồi cấp tốc chuyển đến Bermuda, nơi có bệnh viện gần nhất trong khu vực. Nó về đến Newport vào ngày 15 tháng 10, và đi vào Xưởng hải quân Boston bốn tuần sau đó để đại tu, công việc kéo dài sang tận năm 1961.
Trong giai đoạn bảy năm tiếp theo, Forrest Sherman còn được biệt phái sang phục vụ cùng Đệ Lục hạm đội tại Địa Trung Hải thêm bốn lượt: từ tháng 1, 1962 đến tháng 9, 1963; từ tháng 5, đến tháng 10, 1964; từ tháng 2, đến tháng 7, 1966; và từ tháng 11, 1968 đến tháng 6, 1969. Trong suốt thập niên 1970, con tàu hoạt động chủ yếu tại vùng biển Đại Tây Dương và khu vực Caribe, xen kẻ với các lượt huấn luyện ôn tập tại khu vực vịnh Guantánamo, Cuba và bảo trì sửa chữa, cũng như thực hiện một chuyến viếng thăm Nam Mỹ trong khuôn khổ cuộc Tập trận UNITAS từ tháng 6 đến tháng 12, 1972. Nó chuyển cảng nhà đến Norfolk, Virginia vào tháng 10, 1973, rồi đến Charleston, South Carolina vào tháng 8, 1977. Con tàu thực hiện thêm hai chuyến đi sang khu vực Địa Trung Hải từ tháng 11, 1974 đến tháng 5, 1975, và từ tháng 8, 1978 đến tháng 2, 1979. Chuyến đi cuối cùng ra nước ngoài trong khoảng thời gian từ tháng 2 đến tháng 8, 1980 đã đưa nó sang Địa Trung Hải, rồi vượt kênh đào Suez để đi sang Hồng Hải và vùng vịnh Ba Tư trước khi quay trở về Hoa Kỳ.
Forrest Sherman được cho xuất biên chế vào ngày 5 tháng 11, 1982. Tên nó được cho rút khỏi danh sách Đăng bạ Hải quân vào ngày 27 tháng 7, 1990; và con tàu bị bán cho hãng Fore River Shipyard and Iron Works tại Quincy, Massachusetts vào ngày 11 tháng 12, 1992. Khi công ty này bị phá sản, con tàu được Tòa phá sản Massachusetts bán lại cho hãng N. R. Acquisition Incorp. tại thành phố New York trước khi được Hải quân thu hồi và neo đậu tại Xưởng hải quân Philadelphia. Vào năm 2006, Quốc hội cho phép Hải quân chuyển con tàu cho USS Forrest Sherman DD-931 Foundation Inc., một tổ chức phi lợi nhuận có kế hoạch chuyển con tàu đến sông Indian, Delaware để bảo tồn như một tàu bảo tàng. Tuy nhiên kế hoạch này thất bại vào năm 2011, và con tàu được tháo dỡ mọi thiết bị và phụ tùng cần thiết cho việc phục hồi các con tàu bảo tàng khác.
Forrest Sherman cuối cùng bị tháo dỡ vào ngày 15 tháng 12, 2014.